# Dona (canción)
«Dona» es una canción compuesta por Romeo Grill e interpretada en macedonio por Kaliopi. Fue elegida para representar a la República de Macedonia en el Festival de la Canción de Eurovisión de 2016 mediante una elección interna.

## Festival de Eurovisión

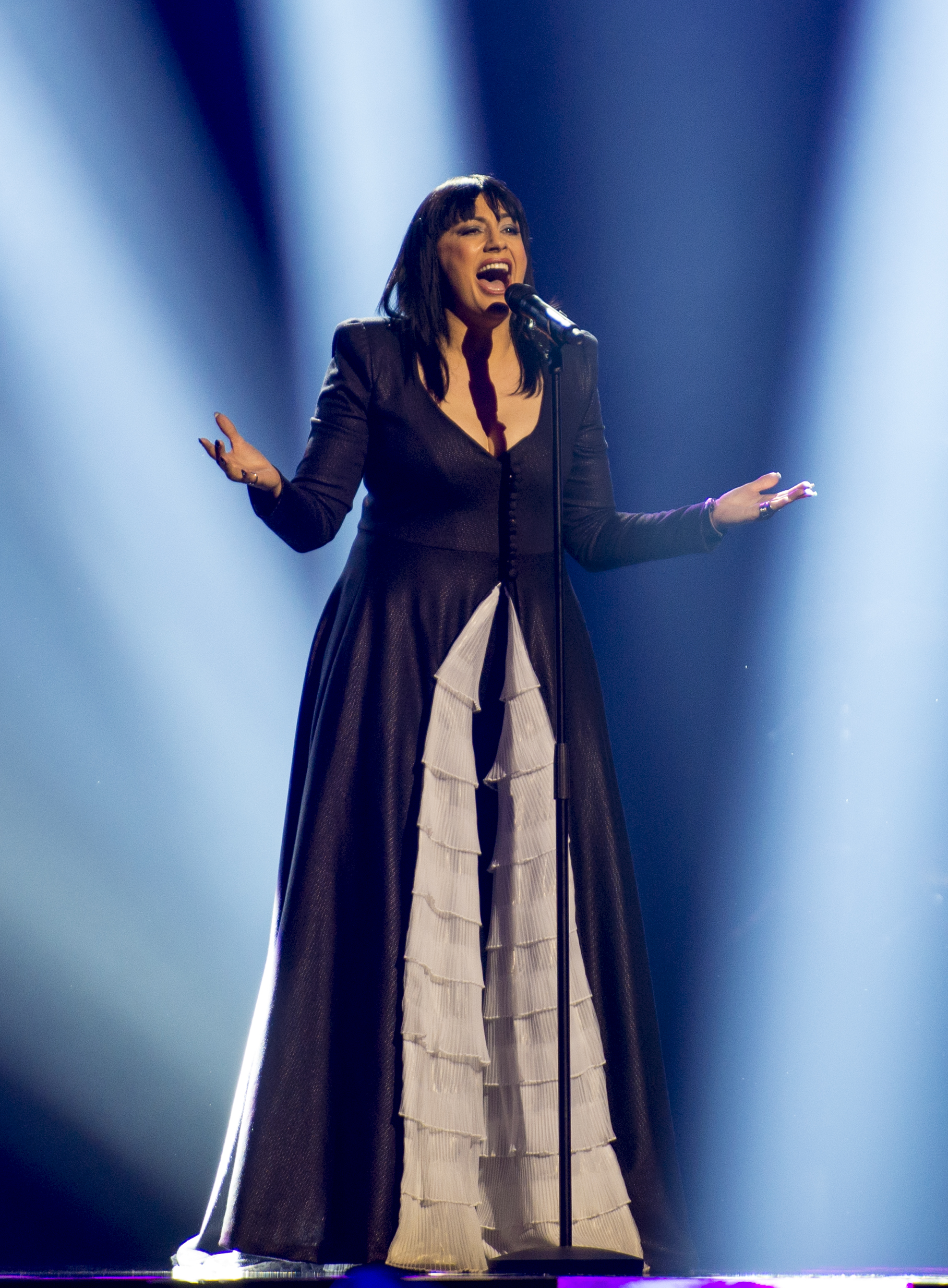
Kaliopi interpretando la canción durante el Festival de la Canción de Eurovisión 2016.

### Elección interna
El 24 de noviembre de 2015, la Radio Televisión Macedonia (MRT) anunció que habían elegido internamente a Kaliopi para representar a la República de Macedonia en el Festival de la Canción de Eurovisión de 2016. Kaliopi había competido anteriormente en el festival en 2012, donde interpretó la canción «Crno i belo», la cual obtuvo 71 puntos y quedó en 13.er lugar en la final. En 1996, también fue la cantante macedonia propuesta con la canción «Samo ti». Sin embargo, esta fue eliminada en una ronda precualificativa. Kaliopi ha intentado participar en el festival varias veces, siendo la primera en 1986, donde intentó repersentar a Yugoslavia con la canción «Emanuel», que quedó décima en la final nacional. La cantante también ha competido en varias finales nacionales macedonias en 1998, 2006 y 2009, quedando en segundo lugar esta última.
El 16 de febrero de 2016, se anunció que Kaliopi interpretaría la canción «Dona». La canción se presentó al público el 7 de marzo de 2016 en un programa especial llamado Kaliopi za Makedonija (en español: Kaliopi para Macedonia), presentado por Marko Makk y Aleksandra Jovanovska. Además de presentar la canción, el programa se dedicó a la carrera musical de Kaliopi. En una entrevista para el periódico macedonio Večer en noviembre de 2015, Kaliopi declaró que la canción sería interpretada en macedonio y que trabajaría de nuevo con Romeo Grill, que compuso su canción en 2012. Kaliopi escribió la letra de la canción por sí misma.

Cuando escuché la poderosa melodía que Romeo Grill había compuesto, fui arrastrada y supe que tenía que escribir la letra para respirar aún más vida a nuestra canción. Cuando grabamos «Dona» supimos que teníamos una canción especial. Y canciones especiales como esta son las que normalmente dan mensajes especiales a la gente. «Dona» es la esencia de la canción. «Dona» que nos cuida, «Dona» que nos da fuerza, y «Dona» que nos une. Y lo que es más importante para cada uno de nosotros ¡es que en algún lugar en cierto momento de nuestras vidas había y siempre habrá una «Dona»! Mi corazón y voz a través de mi canción quiere que millones de personas diversas a través de Europa se #ComeTogether (se «unan juntos»).
Kaliopi sobre «Dona»

### Festival de la Canción de Eurovisión 2016
Esta canción fue la representación macedonia en el Festival de la Canción de Eurovisión 2016.
El 25 de diciembre de 2016, se organizó un sorteo de asignación en el que se colocaba a cada país en una de las dos semifinales, además de decidir en qué mitad del certamen actuarían.
Así, la canción fue interpretada en octavo lugar durante la segunda semifinal, celebrada el 12 de mayo de ese año, precedida por Irlanda con Nicky Byrne interpretando «Sunlight» y seguida por Lituania con Donny Montell interpretando «I've been waiting for this night». Durante la emisión del certamen, la canción no fue anunciada entre los diez temas elegidos para pasar a la final y por lo tanto no cualificó para competir en esta. Más tarde se reveló que Macedonia había quedado en 11º puesto de los 18 países participantes de la semifinal con 88 puntos.